# Augusto (football, 1983)
Pour les articles homonymes, voir Augusto.
Luís Augusto Osório Romão, plus communément appelé Augusto est un footballeur brésilien né le 20 novembre 1983.